# فرودگاه بین‌المللی اوستند-بروگس
 فرودگاه بین‌المللی اوستند-بروگس (به انگلیسی: Ostend-Bruges International Airport) یک فرودگاه همگانی با کد یاتا OST است که یک باند فرود آسفالت دارد و طول باند آن ۳۲۰۰ متر است. این فرودگاه در کشور بلژیک قرار دارد و در ارتفاع ۴ متری از سطح دریا واقع شده است.

## شرکت‌های هواپیمایی و مقصدهای پروازی

### مسافری
The following airlines operate regular scheduled and charter flights at Ostend–Bruges International Airport:
| شرکت‌های هواپیمایی | مقصدهای پروازی |
| ----------------- | --- |
| فری‌برد ایرلاینز   | چارتر فصلی: آنتالیا، میلاس-بودروم، عدنان مندرس |
| TUI fly Belgium   | آلیکانته-الچه، بارسلونا-ال پرات، گرن کناریا، مالاگا فصلی: آلمریا، آنتالیا، میلاس-بودروم، بورگاس، النفیضه حمامات, آنادولو، فارو، هراکلین، ایبیزا,عدنان مندرس، جزیره کوس، نیس کوت دازور، پالما د مایورکا، رود، تنریف جنوبی، وارنا |
| تیلویند ایرلاینز  | چارتر فصلی: آنتالیا |

### باری
| شرکت‌های هواپیمایی | مقصدهای پروازی        |
| ----------------- | --------------------- |
| EgyptAir Cargo    | قاهره، میلانو مالپنسا |